# Kharitónovo (Nóvgorod)
|  | Per a altres significats, vegeu «Kharitónovo». |

Kharitónovo (en rus: Харитоново) és un poble (un possiólok) de l'óblast de Nóvgorod, a Rússia, segons el cens del 2010 no tenia cap habitant.